# Debian安裝程式
Debian安裝程式是Debian的安裝程式。最初是為Debian 3.1（代號：“sarge”）所編寫，但是第一個
"使用"（页面存档备份，存于）的Linux發行版是Skolelinux 1.0。
它也是Ubuntu官方提供的兩個安裝程式之一；另一個是於Ubuntu 6.06（代號：“Dapper Drake”） 開始提供的Ubiquity（其基於一部份的Debian安裝程式）。
它使用了cdebconf（一個使用C語言寫debconf實作）來實現在安裝時同時進行配置。
它原先只支援文字模式及ncurses。圖形前端（使用GTK+、DirectFB編寫）於Debian 4.0（代號：“etch”)一同釋出。從Debian 6.0（代號： “Squeeze”）開始，它使用X.org來代替DirectFB。

## debootstrap
debootstrap 是一套软件，讓您可以將 Debian 的基本系統安裝至一個其他已安裝的操作系统的子目錄中。  它需要存取 Debian 套件庫，而且不需要安裝光碟。 它也可以從其他操作系統安裝並運行，或是為不同的计算机系统结构建立一個跨結構的 "cross-debootstrapping" rootfs。 舉例來說，OpenRISC。另外還有一個使用C語言實做的版本 cdebootstrap 用於 Debian 安裝程序。
debootstrap 可被用於在不使用安裝光碟的情況下，在系統中安裝 Debian，但也可用於將 Debian 運行在 chroot 環境中。 這樣，可以建立一個完整的（最小的）Debian 安裝，該安裝可用於測試，或用於在“乾淨”環境中編譯套件（如 pbuilder）。

## 功能
- 設定語言及語系
- 設定地區
- 設定鍵盤
- 設定網路
- 設定使用者及密碼
- 設定日期及時間
- 分割磁碟
  - 創立硬盘分区
  - 磁盘格式化
  - 設定邏輯捲軸管理員/加密磁碟
- 安裝基本系統
- 設定软件包管理系统
  - 設定软件包庫鏡像
- 設定啟動程式

## 外部連結
- 專案首頁（页面存档备份，存于）